# Import równoległy leków
Import równoległy leków, handel równoległy lekami – zgodna z prawem forma obrotu towarami między krajami Europejskiego Obszaru Gospodarczego (EOG). Nazywany jest „równoległym”, ponieważ odbywa się równolegle do kanałów dystrybucyjnych producentów, a jednocześnie dotyczy tych samych produktów leczniczych, zarejestrowanych w kraju docelowym. Licencjonowane hurtownie farmaceutyczne kupują leki w kraju, gdzie są one tańsze i sprzedają tam, gdzie ich cena jest wyższa.

## Geneza importu równoległego leków
Za początek importu równoległego leków uznaje się lata 1974–1976, kiedy Europejski Trybunał Sprawiedliwości (ETS) wydał orzeczenia w sprawach holenderskiego importera Centrafarm BV zarządzanego przez Adriaana de Peijpera. Historia rozpoczęła się od zakupu przez Centrafarm BV leku firmy Sterling Drug Inc. w hurtowni farmaceutycznej na terenie Wielkiej Brytanii i jego sprzedaży na terenie Holandii bez stosownych pozwoleń i dokumentacji uzyskanych w kraju docelowym. Z uwagi na fakt wprowadzenia produktu do obrotu przez producenta zarówno w Wielkiej Brytanii, jak i w Holandii, oraz argumentacji De Peijpera, związanej z brakiem możliwości uzyskania od Sterling Drug Inc. odpowiedniej dokumentacji leku potrzebnej do uzyskania pozwolenia, holenderski sąd zdecydował skierować sprawę do rozpatrzenia przez ETS, który wydał trzy orzeczenia:
- pierwsze orzeczenie z 1974 – Sterling Drug Inc. przeciwko Centrafarm BV – dotyczyło praw patentowych[2][3]
- drugie orzeczenie z 1974 – Winthrop BV przeciwko Centrafarm BV – dotyczyło praw do znaku towarowego[4][5]
- trzecie orzeczenie z 1976 – odnoszące się do zapytania Adriaana de Peijpera, dotyczyło ustalenia regulacji prawnych pozwalających na import równoległy leków[6][7]

Wszystkie trzy orzeczenia ETS były pozytywne dla Centrafarm BV i Adriaana de Peijpera oraz potwierdzały legalność importu równoległego leków. Pozwoliło to na dalszy rozwój tego zjawiska i jego popularyzację na obszarze Unii Europejskiej i Europejskiego Obszaru Gospodarczego.

## Wspólnotowe podstawy prawne
Import równoległy nie posiada bezpośredniej definicji prawnej oraz regulacji w prawie wspólnotowym. Jego działanie opiera się na zasadzie swobodnego przepływu towarów obowiązującej w Unii Europejskiej oraz w obszarze EOG na mocy Traktatu ustanawiającego Wspólnotę Europejską (Traktat). Szczegółowo uregulowane zostały te kwestie w artykułach 28–30 Traktatu:
- Art. 28. Ograniczenia ilościowe w przywozie oraz wszelkie środki o skutku równoważnym są zakazane między Państwami Członkowskimi.
- Art. 29. Ograniczenia ilościowe w wywozie oraz wszelkie środki o skutku równoważnym są zakazane między Państwami Członkowskimi.
- Art. 30. Postanowienia artykułów 28 i 29 nie stanowią przeszkody w stosowaniu zakazów lub ograniczeń przywozowych, wywozowych lub tranzytowych, uzasadnionych względami moralności publicznej, porządku publicznego, bezpieczeństwa publicznego, ochrony zdrowia i życia ludzi i zwierząt lub ochrony roślin, ochrony narodowych dóbr kultury o wartości artystycznej, historycznej lub archeologicznej, bądź ochrony własności przemysłowej i handlowej. Zakazy te i ograniczenia nie powinny jednak stanowić środka arbitralnej dyskryminacji ani ukrytych ograniczeń w handlu między Państwami Członkowskimi.

Dyrektywa 2001/29/WE z dnia 22 maja 2001 w art. 4 ust. 2 zawiera tzw. zasadę wyczerpania wspólnotowego praw, na mocy której właściciel znaku towarowego lub patentu traci do nich prawo po wprowadzeniu produktu leczniczego na rynek dowolnego kraju UE (EOG). Produkt taki staje się wtedy przedmiotem swobodnego obrotu przez uprawnione hurtownie farmaceutyczne na terenie 28 krajów Europy.
Dodatkowo sprawy sporne kilkakrotnie rozstrzygał Europejski Trybunał Sprawiedliwości. Zbiorcze opracowania dotyczące handlu równoległego zostały opublikowane w postaci Komunikatów Komisji Europejskiej w 1982 roku – COM(1982)279 oraz w 2003 roku – COM(2003)839.

## Import równoległy leków w Polsce

### Podstawy prawne
Import równoległy leków do Polski jest możliwy w Polsce od 1 maja 2004, kiedy Polska przystąpiła do Wspólnot Europejskich. Postanowienia Traktatu akcesyjnego są obowiązującym prawem w Polsce, a orzeczenia Trybunału są wiążące dla interpretacji prawa przez polskie sądy. Szczegółowe regulacje w zakresie importu równoległego zawiera ustawa Prawo farmaceutyczne.
W myśl art. 2 ust. 7b ustawy Prawo farmaceutyczne, importem równoległym jest każde działanie w rozumieniu art. 72 ust. 4 polegające na sprowadzeniu z państw członkowskich Unii Europejskiej lub państw członkowskich Europejskiego Stowarzyszenia Wolnego Handlu (EFTA) – stron umowy o Europejskim Obszarze Gospodarczym – produktu leczniczego spełniającego łącznie następujące warunki:
- sprowadzony produkt leczniczy posiada tę samą substancję czynną (substancje czynne) oraz co najmniej: te same wskazania do 3. poziomu kodu ATC/ATCvet (kod klasyfikacji anatomiczno-terapeutyczno-chemicznej), tę samą moc, tę samą drogę podania oraz tę samą postać jak produkt leczniczy dopuszczony do obrotu na terytorium Rzeczypospolitej Polskiej lub postać zbliżoną, która nie powoduje powstania różnic terapeutycznych w stosunku do produktu leczniczego dopuszczonego do obrotu na terytorium Rzeczypospolitej Polskiej
- sprowadzony produkt leczniczy i produkt leczniczy dopuszczony do obrotu na terytorium Rzeczypospolitej Polskiej są odpowiednio w państwie, z którego produkt jest sprowadzony, i na terytorium Rzeczypospolitej Polskiej jednocześnie referencyjnymi produktami leczniczymi albo jednocześnie odpowiednikami referencyjnych produktów leczniczych.

### Pozwolenie na import równoległy
Zgodnie z Ustawą, aby podmiot mógł wprowadzić do obrotu w Polsce lek z importu równoległego, wymagane jest uzyskanie pozwolenia na import równoległy. W przypadku leków zarejestrowanych za pośrednictwem Europejskiej Agencji ds. Leków (EMA), czyli rejestracji poprzez organ ogólnoeuropejski bez konieczności dokonywania rejestracji w poszczególnych krajach EOG, EMA wydaje również pozwolenie na dystrybucję równoległą leku z obszaru państw EOG, w których został on wprowadzony do obrotu, do kraju docelowego. Dla leków zarejestrowanych bezpośrednio w Polsce, Ustawa wymaga od importera uzyskania na import równoległy ze wskazanego kraju EOG pozwolenia Prezesa Urzędu Rejestracji Produktów Leczniczych, Wyrobów Medycznych i Produktów Biobójczych (URPL). Jest ono wydawane na 5 lat.
Wniosek o wydanie pozwolenia na import równoległy zawiera:
- podstawowe dane zawarte w pozwoleniu wydanym przez państwo członkowskie Unii Europejskiej lub państwo członkowskie Europejskiego Porozumienia o Wolnym Handlu (EFTA) – strony umowy o Europejskim Obszarze Gospodarczym, z którego produkt leczniczy jest sprowadzany
- dane importera równoległego
- wzór oznakowania opakowania oraz ulotki
- kopię zezwolenia na wytwarzanie wydane przez upoważniony organ państwa członkowskiego Unii Europejskiej lub państwa członkowskiego Europejskiego Porozumienia o Wolnym Handlu (EFTA) – strony umowy o Europejskim Obszarze Gospodarczym, w tym w zakresie przepakowywania
- potwierdzenie uiszczenia opłaty za złożenie wniosku

Uzyskanie przez importera pozwolenia nie obliguje go do wprowadzenia leku do obrotu w Polsce. Jeśli zechce to zrobić, musi o tym poinformować:
- Głównego Inspektora Farmaceutycznego
- Prezesa URPL
- Podmiot odpowiedzialny posiadający pozwolenie na dopuszczenie do obrotu na terytorium Rzeczypospolitej Polskiej

### Przepakowanie
Przed wprowadzeniem do obrotu w Polsce, produkty z importu równoległego są przepakowane do opakowania oznakowanego w języku polskim, do którego dołączana jest polskojęzyczna ulotka. Proces przepakowania nie ma wpływu na właściwości terapeutyczne i bezpieczeństwo stosowania leku. Jest to proces, który nie ingeruje w opakowanie wewnętrzne leku. Pozostaje ono w nienaruszonej postaci, tzn. takiej, w jakiej zostało dopuszczone do obrotu w kraju źródłowym.
Podmiot uprawniony do importu równoległego może wprowadzić produkt importowany równolegle do obrotu pod nazwą stosowaną na terytorium Polski, stosowaną w państwie, z którego produkt leczniczy jest sprowadzony, albo powszechnie stosowaną lub naukową opatrzoną znakiem towarowym lub nazwą podmiotu uprawnionego do importu równoległego.
Importer równoległy, chcąc przepakować produkt leczniczy, musi spełnić następujące wymagania:
- przepakowanie nie wpłynie niekorzystnie na oryginalny stan produktu
- nowe opakowanie zawiera informację o tym, kto wyprodukował i przepakował produkt
- wygląd przepakowanego produktu nie szkodzi renomie znaku towarowego ani jego właściciela
- właściciel znaku towarowego został uprzednio powiadomiony o zamiarze wprowadzenia przepakowanego produktu do obrotu

Przepisy wymagają, aby ulotka informacyjna dla pacjenta w produkcie pochodzącym z importu równoległego zawierała dokładnie takie same informacje, jak ulotka dołączona do produktu wprowadzonego na rynek bezpośrednio przez jego producenta. Obowiązek uaktualniania ulotek informacyjnych zgodnie ze zmianami w referencyjnych drukach informacyjnych spoczywa na importerze równoległym.
Zarówno na opakowaniu zewnętrznym, jak i na ulotce przepakowanego leku znajduje się informacja następującej treści "Uwaga! Należy zachować ulotkę. Informacja na opakowaniu bezpośrednim w obcym języku". Dodatkowo ulotka zawiera tłumaczenie użytych na opakowaniu wewnętrznym nazw obcojęzycznych.
Proces przepakowania stanowi dodatkową gwarancję bezpieczeństwa. Podmiot dokonujący przepakowania produktu leczniczego w imporcie równoległym jest, zgodnie z prawem, jedynym podmiotem, który może otwierać zewnętrzne opakowania produktów leczniczych i dokonywać kontroli wzrokowej produktów leczniczych. Cały proces przeprowadzany jest pod rygorem dobrej praktyki wytwarzania – tak samo jak produkcja produktów leczniczych. Proces przepakowania to w zasadzie wytwarzanie produktu leczniczego, podlegające kontroli inspektorów ds. wytwarzania Głównego Inspektoratu Farmaceutycznego. To także dodatkowa ochrona przed wnikaniem leków sfałszowanych do łańcucha dystrybucji.

### Rynek importu równoległego w Polsce
Pierwsze leki z importu równoległego pojawiły się w polskich aptekach 7 listopada 2005, były to: Aspirin, Detralex, Eurespal, Cilest i Luivac. Obecnie w Polsce działają 24 przedsiębiorstwa, które uzyskały pozwolenia na import równoległy. Rynek importu równoległego według IMS Health stanowi ponad 1 proc. wartości rynku farmaceutycznego w Polsce.

### Stowarzyszenie Importerów Równoległych Produktów Leczniczych
Stowarzyszenie Importerów Równoległych Produktów Leczniczych (SIRPL) powstało w 2006 roku.
Do celów SIRPL zalicza się:
- reprezentację interesów członków stowarzyszenia wobec administracji państwowej i lokalnej, organizacji społecznych i gospodarczych, krajowych i zagranicznych, a w szczególności wobec producentów produktów leczniczych oraz Ministerstwa Zdrowia, Urzędu Rejestracji Produktów Leczniczych, Wyrobów Medycznych i Produktów Biobójczych, Głównego Inspektora Farmaceutycznego oraz Narodowego Funduszu Zdrowia w zakresie zagadnień Importu Równoległego Produktów Leczniczych i Wyrobów Medycznych (IRPLWM)
- ochronę interesów gospodarczych swoich członków w zakresie prowadzonej przez nich działalności IRPLWM
- współudział w tworzeniu warunków sprzyjających rozwojowi działalności gospodarczej w zakresie IRPLWM członków stowarzyszenia
- przedstawianie organom państwowym opinii dotyczących praktyki gospodarczej w sprawach związanych z działalnością gospodarczą członków stowarzyszenia, w zakresie IRPLWM
- działanie na rzecz stosowania nowoczesnych form organizacyjnych, technologicznych i ekonomicznych
- umożliwianie i wspieranie współpracy pomiędzy członkami stowarzyszenia
- propagowanie idei IRPLWM wśród społeczeństwa, a w szczególności lekarzy, farmaceutów, pacjentów oraz przedsiębiorców branży farmaceutycznej
- działanie na rzecz poprawy jakości życia gospodarczego i etyki przedsiębiorców

### Oszczędności
Import równoległy generuje oszczędności dla pacjentów. Wynikają one z niższej ceny preparatów z importu równoległego oraz obniżek cen dokonywanych przez producentów w Polsce w odpowiedzi na import równoległy. Podczas konferencji prasowej 13 maja 2010 SIRPL i Deloitte Audyt zaprezentowali raport Wpływ importu równoległego na konkurencyjność na rynku leków w Polsce. Dotyczył on okresu od listopada 2005 roku do grudnia 2009 roku. Obliczenia wykonane zostały na podstawie danych IMS Poland, z uwzględnieniem bazowych cen zakupu, marż hurtowych i aptecznych, podatku VAT oraz detalicznych cen urzędowych w przypadku leków refundowanych. W zestawieniu uwzględniono tylko te produkty, w przypadku których obniżka ceny związana była z pojawieniem się danego leku w imporcie równoległym. Raport został zweryfikowany przez firmę audytorską Deloitte Audyt. Deloitte potwierdził, że dane liczbowe przedstawione w raporcie są prawidłowe i zostały obliczone zgodnie z założoną metodologią. Wynika z nich, że całkowite oszczędności dla pacjentów, szpitali oraz Narodowego Funduszu Zdrowia z tytułu wprowadzania do obrotu leków z importu równoległego w latach 2005–2009 wyniosły (w PLN):
|              | Razem       | 2005      | 2006       | 2007       | 2008       | 2009        |
| ------------ | ----------- | --------- | ---------- | ---------- | ---------- | ----------- |
| Oszczędności | 294 045 890 | 1 136 954 | 2 533 2500 | 50 475 897 | 96 885 054 | 120 215 485 |

W przypadku importu równoległego występują dwie kategorie oszczędności – pośrednie i bezpośrednie. Oszczędności bezpośrednie stanowią różnicę pomiędzy ceną leku referencyjnego i jego odpowiednika z importu równoległego. Oszczędności pośrednie wynikają z obniżenia przez producenta ceny produktu leczniczego oferowanego w Polsce w reakcji na pojawienie się danego leku z importu równoległego na rynku. Z dalszych części raportu wynika, że:
- oszczędności dla pacjentów z tytułu wprowadzania do obrotu leków z importu równoległego do aptek ogólnodostępnych w latach 2005–2009 wyniosły (w PLN):

|                           | Razem       | 2005      | 2006       | 2007       | 2008       | 2009        |
| ------------------------- | ----------- | --------- | ---------- | ---------- | ---------- | ----------- |
| Oszczędności bezpośrednie | 72 077 755  | 185 548   | 2 712 648  | 14 350 729 | 29 199 160 | 25 629 670  |
| Oszczędności pośrednie    | 220 410 987 | 951 406   | 22 619 852 | 36 125 168 | 67 170 392 | 93 544 170  |
| Oszczędności łącznie      | 292 488 742 | 1 136 954 | 25 332 500 | 50 475 897 | 96 369 553 | 119 173 840 |

- oszczędności dla szpitali z tytułu wprowadzania do obrotu leków z importu równoległego w latach 2005–2009 wyniosły (w PLN):

|                           | Razem     | 2005 | 2006 | 2007 | 2008    | 2009    |
| ------------------------- | --------- | ---- | ---- | ---- | ------- | ------- |
| Oszczędności bezpośrednie | 478 903   | 0    | 0    | 0    | 118 629 | 360 273 |
| Oszczędności pośrednie    | 617 983   | 0    | 0    | 0    | 282 861 | 335 121 |
| Oszczędności łącznie      | 1 096 885 | 0    | 0    | 0    | 401 491 | 695 395 |

- oszczędności dla Narodowego Funduszu Zdrowia oraz dla pacjentów z tytułu wprowadzania do obrotu leków z importu równoległego do aptek ogólnodostępnych w latach 2005–2009 (w PLN):

|                            | Razem   | 2005 | 2006 | 2007 | 2008    | 2009    |
| -------------------------- | ------- | ---- | ---- | ---- | ------- | ------- |
| Oszczędności dla pacjentów | 392 472 | 0    | 0    | 0    | 89 553  | 302 919 |
| Oszczędności NFZ           | 67 789  | 0    | 0    | 0    | 24 458  | 43 332  |
| Oszczędności łącznie       | 460 262 | 0    | 0    | 0    | 114 011 | 346 251 |

### Refundacja leków z importu równoległego
Po raz pierwszy preparaty z importu równoległego pojawiły się w wykazach leków refundowanych 16 lipca 2008. Do 31 grudnia 2011 lek z importu równoległego mógł zostać wydany zamiast leku przepisanego na recepcie, jeśli był od niego tańszy. Nawet jeśli nie znajdowały się na liście leków refundowanych (tzw. refundacja ułomna).
Z dniem 1 stycznia 2012 weszły w życie przepisy Ustawy o refundacji leków, środków spożywczych specjalnego przeznaczenia żywieniowego oraz wyrobów medycznych z dnia 12 maja 2011, które zmieniły zasady refundacji leków z importu równoległego. Nie istnieje już możliwość tzw. refundacji ułomnej. W myśl obowiązujących przepisów lek z importu równoległego może zostać objęty refundacją jedynie w przypadku, gdy znajduje się w wykazie.